# Johann Friedrich Müller-Scherlenzky
Johann Friedrich Müller-Scherlenzky (* 2. Mai 1842 in Frankfurt am Main; † nach 1922) war ein deutscher Architekt, Bauunternehmer und Mitglied des Provinziallandtages der Provinz Hessen-Nassau.

## Leben
Johann Friedrich Müller-Scherlenzky war Inhaber eines Baugeschäftes in Frankfurt, wo er sich auch als Architekt und vereidigter Taxator für Immobilien betätigte.
Von 1877 bis 1894 war er Stadtverordneter in Frankfurt.
Zunächst kam er als Kandidat der Nationalliberalen Partei in das Stadtparlament. 1888 wechselte er zu den Demokraten und war 1894 Vertreter der demokratisch-fortschrittlichen Richtung. Er war Vorsitzender des städtischen Hochbauausschusses.
Von 1886 bis 1888 war er Mitglied des nassauischen Kommunallandtags des preußischen Regierungsbezirks Wiesbaden bzw. Mitglied des Provinziallandtages der preußischen Provinz Hessen-Nassau.
Seine Tochter Louise Müller-Scherlenzky (* 21. Dezember 1866 in Frankfurt) heiratete am 21. Oktober 1887 in Frankfurt den in Offenbach am Main geborenen Frankfurter Kaufmann Christian Merck (1859–1906), mit dem sie 1892 die Tochter Elisabeth Merck bekam. Christian  Merck war ein Sohn des Offenbacher Fabrikanten Heinrich Merck (1834–1894) und ein Bruder des Kreisdirektors Ernst Merck (1868–1936).